# Tatort: Böses Blut
Böses Blut ist ein Fernsehfilm aus der Krimireihe Tatort. Es ist der 6. Fall des österreichischen Chefinspektors Moritz Eisner, gespielt von Harald Krassnitzer. Die Erstausstrahlung des vom Österreichischen Rundfunk produzierten Beitrags erfolgte am 22. Juli 2001 im Ersten Deutschen Fernsehen. In dieser 475. Episode der Tatortreihe geht es um die Liebe eines katholischen Geistlichen und deren dramatische Folgen. Auch werden Einblicke in das Privatleben Moritz Eisners gegeben.

## Handlung
Der Wiener Chefinspektor Moritz Eisner verbringt ein paar Urlaubstage bei Roxane Aschenwald in Tirol. Er hatte die junge Polizistin bei einem Urlaub kennengelernt. Als sie zu einem Mordfall gerufen wird, begleitet er sie in das kleine Dorf, in dem die Haushälterin Widauer des Pfarrers gefesselt und mit gebrochenem Genick tot aufgefunden wurde. Zunächst sieht es nach Raubmord aus, denn es fehlt Geld. Aschenwald befragt den jungen Pfarrer Santner und den Mesner, aber keinem ist etwas aufgefallen. Lediglich Hans und Peter, zwei Jugendliche der Jungschar, waren bei Santner zum Abendessen. Da die Haushälterin mit einem sogenannten Achterknoten gefesselt worden war, befragt Aschenwald die beiden Jungen, da diese einen derartigen Knoten bei ihren Geländespielen verwendeten. Sie geben an, dass sie am Tatabend um 22 Uhr gegangen seien und Margit Karner gesehen hätten, die im Dorf als „pfaffengeil“ bekannt sei und dem Pfarrer schon länger nachstelle. Aschenwald spricht mit Karner, die ihr gesteht, dass sie den Pfarrer sehr attraktiv findet und, da ihr Mann die Woche über beruflich unterwegs sei, schon gern etwas mit ihm hätte. Freimütig erzählt sie, dass sie ihn neulich auf dem Berg fast soweit gehabt hätte, aber dann sei plötzlich sein Kollege und Freund Erich Gasser gekommen und habe sie gestört. Da Eisner gut beobachtet, findet auch er das heraus und spricht Margit Karner auf ihr Verhältnis zu Santner an. Gerade als er sie befragt, erscheint ihr eifersüchtiger Ehemann und wird handgreiflich.
Die Obduktion Widauers hat inzwischen ergeben, dass, obwohl der erste Schlag tödlich war, noch ein zweiter Schlag erfolgte. Auch die Fesselung erfolgte postmortal. So spricht Eisner mit dem Pfarrer und stellt die Theorie auf, dass möglicherweise ein eifersüchtiger Ehemann an dem Abend habe nachsehen wollen, ob seine Frau bei ihm im Bett liege. Bei einem Handgemenge, bei dem auch die wachsame Haushälterin zugegen gewesen sei, sei diese dann so unglücklich gestürzt, dass sie zu Tode kam. Da er aber ein guter Christ sei, könne er sich nicht mit einem Mord abfinden und tarne es als Überfall eines Fremden. Santner hält diese Theorie für absolut unsinnig. Doch Eisner schneidet ein Stück Stoff aus Santners Matratze, um Spuren des nächtlichen Besuchs nachzuweisen. Diese führen zu Barbara Mühlbacher, die, darauf angesprochen, gesteht, schon länger mit Santner eine Beziehung zu haben. Als ihr Vater das mitbekommt und glaubt, dass seine Tochter etwas mit dem Mord zu tun hat, nimmt er kurzerhand die Schuld auf sich. Barbara weiß aber, dass ihr Vater es nicht war, und sucht das Gespräch mit dem fanatischen Pfarrer Gasser; er war es, der plötzlich in der Nacht aufgetaucht war und Frau Widauer erschlagen und Santner und sie selbst gezwungen hatte, alle Spuren zu verwischen. Selbstgefällig hatte er seine Tat damit begründet, dass die Widauer es verdient habe, da sie weggeschaut habe. Eisner, der Mühlbacher nachgefahren war und am offenen Fenster lauscht, bekommt das unfreiwillige Geständnis mit.
Inzwischen ist Santner hoch in den Berg gestiegen und will sich in den Tod stürzen, wie er in einem Abschiedsbrief schreibt. Eisner, Barbara und Gasser wollen das verhindern. Gasser beschwört Eisner, ihn zu Santner, der am Abgrund steht, zu lassen, da er ihn von diesem Schritt abhalten könne. In Wirklichkeit will er ihn aber überreden, sich in die Tiefe zu stürzen, denn das sei er der Kirche schuldig. Erst als Barbara Santner zuruft, dass sie ein Kind von ihm bekomme, besinnt er sich. Gasser sieht seine Felle davonschwimmen und will nachhelfen, dass Santner sich in die Schlucht hinunterstürzt, verliert jedoch bei einem Kampf den Halt und stürzt selbst ab. Santner bekennt sich zu Barbara.

## Hintergrund
Die Episode wurde im Jahr 2000 auf dem Mieminger Plateau in der Nähe von Innsbruck gedreht.
In dieser Folge besucht Moritz Eisner Roxane Aschenwald privat. Zwischen ihnen kommt es zu Unstimmigkeiten, als Eisner sich in Aschenwalds Ermittlungen einmischt und auch dadurch, dass er in der Polizeidienststelle auf eine ehemalige Freundin trifft, die Rechtsmedizinerin Dr. Renate Lang, die wegen eines Ärztekongresses in Innsbruck weilt. Lang bemerkt gegenüber Aschenwald, dass Eisner ein Mann sei, auf den Frau sich lieber nicht einlassen solle. Später schwimmen Eisner und Aschenwald nackt in einem See.

## Rezeption

### Einschaltquoten
Die Erstausstrahlung von Böses Blut am 22. Juli 2001 wurde in Deutschland von insgesamt 6,03 Millionen Zuschauern gesehen und erreichte einen Marktanteil von 23,70 % für Das Erste.

### Kritik
TV Spielfilm meinte, dass Autor Felix Mitterer mit feinem Spott auf die ach so idyllische Bergwelt schaue. Zusammengefasst wurde die Kritik in dem Satz:

„Heimatkrimi mit einer Portion Ironie“

Bei moviesection.de kritisierte man die nicht immer nachvollziehbare Logik, lobte hingegen, dass ein paar Einblicke in das Privatleben von Eisner gegeben werden würden. Mit der schauspielerischen Leistung von Christine Neubauer war man absolut nicht zufrieden.

„Krassnitzers humorvolle Einlagen während dieses Falles, der eigentlich gar nicht der von Kommissar Eisner ist, tragen viel zum Gelingen dieses ansonsten nicht immer besonders logischen ‚Tatorts‘ bei.“